# Synaxis barnesii
Synaxis barnesii là một loài bướm đêm trong họ Geometridae.